# George Thomas (Badminton)
George Thomas (* 15. April 1966 in Kerala) ist ein indischer Badmintonspieler. 

## Karriere
George Thomas gewann 1983 bei den indischen Einzelmeisterschaften der Junioren den Titel im Herrendoppel mit Krishna Kumar. 1990 siegte er erstmals bei den Erwachsenen, diesmal im Herreneinzel. 1992 gewann er seinen letzten nationalen Titel im Doppel mit Jaseel P. Ismail. Bei den Commonwealth Games 1998 erkämpfte er sich Bronze mit dem indischen Team. 2002 wurde er mit dem Arjuna Award ausgezeichnet.

## Sportliche Erfolge
| Saison | Veranstaltung                              | Disziplin    | Platz | Name                             |
| ------ | ------------------------------------------ | ------------ | ----- | -------------------------------- |
| 1983   | Indien: Einzelmeisterschaften der Junioren | Herrendoppel | 1     | George Thomas / Krishna Kumar    |
| 1990   | Indien: Einzelmeisterschaften              | Herreneinzel | 1     | George Thomas                    |
| 1992   | Indien: Einzelmeisterschaften              | Herrendoppel | 1     | George Thomas / Jaseel P. Ismail |
| 1998   | Commonwealth Games                         | Team         | 2     | Indien                           |